# 物権
物権（ぶっけん、羅: ius in re、英: real right, right in rem、独: Sachenrecht、仏: droit réel）とは、大陸法系の私法上の概念で、物を直接的に（他人の行為を介さずに）支配する権利。日本法などにおいては、特定の者に対して特定の行為を請求する債権と対比される。以下、主として日本法における物権概念について説明する。

## 物権の特質
物権も債権と同じ財産権であるが、以下の点で債権とは異なる。

### 物権の直接性
権利の実現のためには、債権の場合には債務者による履行という他人の行為が必要であるが、物権においては不要である（もっとも裁判所の手続を要することはある。）。このような性質を物権の直接性と呼ぶ。

### 物権の排他性
同一物に対しては、同一内容の物権は、一つしか成立しない。同一の物に対して同一内容の物権が複数成立すると、物への直接的支配が失われるからである。このような性質を物権の排他性、一物一権主義と呼ぶ。例えば、同一の物について二重に譲渡する契約が結ばれた場合は、先に登記、明認方法等の対抗要件を備えたものが当該物についての所有権を取得する。なお、同一の物について二重に譲渡する契約自体は、債権契約としては有効で、所有権を取得できなかったものは、債務不履行による損害賠償請求をすることができる。
債権の場合は、特定物の使用に関して完全に同一内容の債権を複数創出することは可能である。ただし、実際の使用権は、物権の場合と同じく、先に明認方法などの対抗要件を設けた者に認められ、他の債権者は、債務不履行による損害賠償を債務者に請求できるに限られる。
また、債権の譲渡については、物権と同様に排他性があり、1個の債権を複数に重複して譲渡することはできない。
1個の債権を複数に重複して譲渡する契約が為された場合において、目的の債権を取得できなかったものは、債権を譲り受ける債権に基づいて、債権の譲り渡しを約した者に対して債務不履行による損害賠償請求が可能である。

### 物権の優先的効力
一般に物権は内容の抵触する債権に優先する。これを物権の優先的効力という。もっとも、この優先的効力は特別法により相対化されており、たとえば借地借家法により対抗力を有する借地権は、借地権の対抗要件具備より後に生じた物権変動に対抗し得る。
また、信義則に反する場合は、物権の優先的効力は認められないから、例えば、温泉権や墓地権のように、土地所有者に対して永年使用料が前払いされている場合において、それが不履行となることで債権者が損害を被ることを知りながら、当該土地を譲り受けた者は、旧土地所有者との共同不法行為が債権者に対して成立するため、信義則の働きによって、所有権者の変更を理由として債務の承継を否定し、かつ、補償の支払を拒否することは認められないとされる。

## 物権の客体
物権の客体は原則として「物」である。物権の客体たる「物」の立法例には、有体物に限る例（ドイツ法。ただし、例外的に無体物にも拡張される。）と無体物をも含む例（フランス法）がある。
日本の民法は物を有体物と定義する（民法85条）。物権の客体は基本的には「物」であるが、例外的に権利であることもある（民法362条以下の権利質など）。
物権の客体は次の要件を満たすものでなければならない
1. 特定の物であること
排他的支配が可能でなければならないためである[2]。
2. 独立した物であること
法律に規定がある場合を除き、原則として物の一部や物の集団には物権は成立しない。物権の公示が困難で混乱を来すことになるためである[2]。例外的に社会的必要が大きく、信義則に照らして、明認方法などにより公示が可能な場合は物権が成立しうる。また、公示を問題としない場合にも物権が成立しうる[2]（判例として土地の一部につき最判昭30・6・24民集9巻7号919頁）。

## 物権の種類と内容

### 物権法定主義
物権の種類と内容は法律によって定められ、法律で定められたもの以外の物権を新たに創設することはできないとする法原則を物権法定主義といい、民法175条、民法施行法35条に規定されている。
古くは、物権法定主義は、封建的権利を廃止し、個人の所有権の自由を確保するために制定されたものと説明されてきた。現在では、物権は債権に優先する効力を有し、また制度上債権以上の保護を与えられているため、各人が自由に物権を創出し得るとすれば法制度の混乱を招くために、このような原則が設けられている、と説明されることが多い。簡単に言ってしまえば、物権というものはとても強い権利だということ。
法律に規定のない物権を設定する契約が結ばれても、物権法定主義により、そのような物権は発生しないが、当事者間においては有効な契約であり、当事者間に債権が発生する。
物権法定主義にいう「法」は、民法に限られず、たとえば採石法や鉱業抵当法などによって規定される物権もある。また、商法には商行為の性質から民法上の物権とは内容が幾分異なる物権（商事留置権など）が規定されている。
また、上記の物権法定主義を補完するものとして、「慣習による物権的な性質を持つ権利」も判例により認められている。その例として温泉権（大判昭和15年9月18日民録1611頁）と流水利用権（大判大正6年2月6日民録202頁）がある。ただし、強行法規である民法施行法35条は、「慣習上物権ト認メタル権利ニシテ民法施行前ニ発生シタルモノト雖モ其施行ノ後ハ民法其他ノ法律ニ定ムルモノニ非サレハ物権タル効力ヲ有セス」として、慣習上の物権を認めてはいない。また、法の適用に関する通則法第3条は、強行法規に規定される公の秩序に反する慣習を認めてはいない。このように、日本の形式的法律構成に基づくならば、慣習上の物権は認められない。物権法定主義において「慣習による物権的な性質を持つ権利」という実質的物権がいかに認められ得るかが学説上の大きな論点となっている。現在の多数説は、慣熟した慣習によって実質的物権が生ずることを否認するものとして、物権法定主義を見る必要はないとして、温泉権や水流利用権の物権的性質を認める。下級審判例には、背信的悪意者による債権侵害に対し、信義則違反と不法行為を理由として、物権的請求を認めたものがあり、「慣習による物権的な性質を持つ権利」の解釈の一つとされている。

### 日本法上の主な物権

#### 民法上の物権
以下のうち、占有権以外の物権を本権といい、占有を法律上正当づける実質的な権利である。
- 所有権（第3章）
物を全面的に支配（使用・収益・処分）する権利（民法206条）。
- 制限物権（物の使用・収益・処分という支配的機能に一定の制限が加えられている物権）
  - 用益物権（物の使用価値の一部を支配することを内容とする物権[3]）
    - 地上権
他人の土地土地において工作物又は竹木を所有するため、その土地を使用する権利（第265条）
    - 永小作権
小作料を支払って他人の土地において耕作又は牧畜をする権利（第270条）
    - 地役権
他人の土地を自己の土地の便益に供する権利（民法第280条）
    - 入会権
入会地を利用する権利（民法262条、民法294条）

  - 担保物権（物の交換価値の全部あるいは一部を支配することを内容とする物権[4]）
    - 法定担保物権
      - 留置権
その物に関して生じた債権を有するときに、その債権の弁済を受けるまで、その物を留置することができる権利（民法第295条）
      - 先取特権
債務者の財産について、他の債権者に先立って自己の債権の弁済を受ける権利（民法第303条）

    - 約定担保物権
      - 質権
債権の担保として債務者又は第三者から受け取った物を占有し、かつ、その物について他の債権者に先立って自己の債権の弁済を受ける権利（民法第342条）
      - 抵当権
債務者又は第三者が占有を移転しないで債務の担保に供した不動産について、他の債権者に先立って自己の債権の弁済を受ける権利（民法第369条）
- 占有権（180条）
物に対する事実上支配状態（占有）の保護を目的とする権利。

#### 商法上の物権
- 商事留置権（商法第521条ほか）
- 商事質権（商法第515条）
- 株式質権（会社法第148条）
- 船舶賃貸借先取特権（商法第842条）
- 船舶抵当権（商法第848条）

#### 物権とみなされる公法特許権
- 鉱業権（鉱業法12条）
- 租鉱権（鉱業法71条）
- 漁業権（漁業法23条）
- 入漁権（漁業法43条）
- 水利権（河川法87条88条）
- ダム使用権（特定多目的ダム法20条）
- 公共施設等運営権（民間資金等の活用による公共施設等の整備等の促進に関する法律24条）
- 樹木採取権（国有林野の管理経営に関する法律8条の15）

#### その他特別法上の物権
- 採石権（採石法4条3項）
- 罹災地借地権（罹災都市借地借家臨時処理法1条）
- 鉄道財団抵当権（鉄道抵当法2条）
- 工場財団抵当権（工場抵当法14条）
- 鉱業財団抵当権（鉱業抵当法3条）
- 軌道財団抵当権（軌道財団抵当法1条）
- 運河財団抵当権（運河財団抵当法1条）
- 漁業財団抵当権（漁業財団抵当法1条）
- 港湾運送事業財団抵当権（港湾運送事業法23条）
- 道路交通事業財団抵当権（道路交通事業抵当法9条）
- 観光施設財団抵当権（観光施設財団抵当法8条）
- 企業担保権（企業担保法）
- 農業経営資金貸付先取特権（農業動産信用法4条）
- 農業用動産抵当権（農業動産信用法12条）
- 自動車抵当権（自動車抵当法3条）
- 航空機抵当権（航空機抵当法3条）
- 建設機械抵当権（建設機械抵当法5条）

#### 慣習による物権的な性質を持つ権利
慣習による物権的な性質を判例で認められた例
- 流水利用権（大判明33・2・26民録6輯2巻90頁ほか）
- 温泉権（湯口権）（大判昭15・9・18民集19巻1611頁ほか）
- 墓地使用権（下級審の判例として山形地判昭39・2・26下民集18巻2号384頁ほか）

なお、根抵当権（大判明34・10・25民録7輯9巻13頁）や代物弁済予約（仮登記担保、大判大8・2・6民録25輯25巻68頁ほか）も判例で認められていたが、根抵当権については昭和46年法改正により民法398条の2以下に規定され、代物弁済予約（仮登記担保）については昭和53年に仮登記担保法によって立法化された。

## 物権的請求権
物権の内容の円満な実現が不当に妨げられ又は妨げられるおそれがある場合、物権を有する者はそのような事態を生じさせている者に対して、妨害を除去・予防するために必要な行為を請求することができる。この請求権を物権的請求権、又は物上請求権と呼ぶ。

## 物権の変動
物権変動（物権の発生・変更・消滅）の原因は次のように分類される。
- 物権の発生
  - 絶対的発生（原始取得）（絶対的発生は所有権のみである。）
    - 即時取得（民法192条）
    - 無主物先占（民法239条1項）
    - 遺失物拾得（民法240条）
    - 埋蔵物発見（民法241条）

  - 相対的発生（承継取得）
    - 移転的承継：売買や相続、時効取得（民法162条）、付合（民法242条・民法243条）、混和（民法245条）、加工（民法246条）などによって前主の物権を取得する場合
    - 設定的承継：地上権や抵当権などの設定によって物権を取得する場合
- 物権の変更

物権の内容が変化する場合（目的物増加、抵当権の順位変動、対抗要件具備など）
物権の内容を変更する場合（地上権や抵当権などの設定を変更する場合）
- 物権の消滅
  - 絶対的消滅：物権そのものの存在の消滅（目的物滅失、放棄、公用徴収、混同、時効消滅）
  - 相対的消滅：他人への物権の移転により前主は物権を失う。